# الذئب (مسلسل صيني)
الذئب (بالصينية: 狼殿下)؛ هو مسلسل تلفزيوني صيني عرض عام 2020.

## القصة
تحدث القصة في نهاية عهد عائلة تانغ عندما يغتصب تشو ون العرش ويؤسس عائلة ليانغ لاحقا، ويعرف باسم الإمبراطور تايزو . ما تشاي شينغ هي ابنة وزير، هي تصادق صبي صغير يعيش على الجبل . في أحد الأيام عندما كان ينقذ ذئبا، يسقط من الجرف عن طريق الخطأ وينقذه تشو ون . شخصية رسمية تعتمد عليه باعتباره ابن محبوب ويعطيه لقب بو وانغ . بعد مرور عشر سنوات، ينقذ زعيمة النساء في كل فرصة ويری شجاعتها ويطلب معلومات منها، وهي تحب ذلك بينما هو في موقع قوة، لا يزال لديه تواضع ولطف . إنها تشجعه على النضال من أجل العدالة ويبدأ تلك الرحلة بمساعدة الناس، وايقاف معارك العرش، وما إلى ذلك . حتى عندما يكون لديهم صراعات، سيواجهون تلك الصراعات . بينما يتغلبون على العقبات ويقاتلون من أجل العدالة، تتعمق المشاعر ويكونوا قادرين على جني سعادتهم الخاصة بجانب بعضهم البعض.

## الممثلون
طاقم التمثيل :
- دارين وانج في دور بو وانغ
  - الأمير بو، ابن تشو كوي بالتبني.
- لي تشين بدور تشاي شينغ
  - ابنة حاكم مدينة كويزو.
- كياو شان بدور جي شونغ
  - صائد الجوائز، هويته الفعلية هي أمير مملكة جين..
- شين تشيلي بدور ياو جي
  - قاتل تحت قيادة تشو كوي ماهر في استخدام السم
- كيو شيو ياو بدور يلو باونا
  - أميرة خيطان.
- يو وي بدور تشو يوجوي
  - الابن الثاني لتشو كوي.

## الإنتاج
تم تصوير المسلسل في مواقع مختلفة في الصين من أبريل إلى سبتمبر 2017، أقاموا في Shangri-La City في Yunnan.